# Cealăkovi, Plovdiv
Cealăkovi (în bulgară Чалъкови) este un sat în comuna Rakovski, regiunea Plovdiv,  Bulgaria. 

## Demografie
Componența etnică a satului Cealăkovi
     Bulgari (85,77%)
     Romi (6,86%)
     Nicio identificare (7,11%)
     Altele (0,24%)
La recensământul din 2011, populația satului Cealăkovi era de 2.038 locuitori. Din punct de vedere etnic, majoritatea locuitorilor (85,77%) erau bulgari, cu o minoritate de romi (6,86%). Pentru 7,11% din locuitori nu este cunoscută apartenența etnică.